# Casa Pisani
Casa Pisani, nota anche come casa del Capitano, a Ferrara, si trova in via Coperta all'incrocio con via Voltacasotto.

## Storia

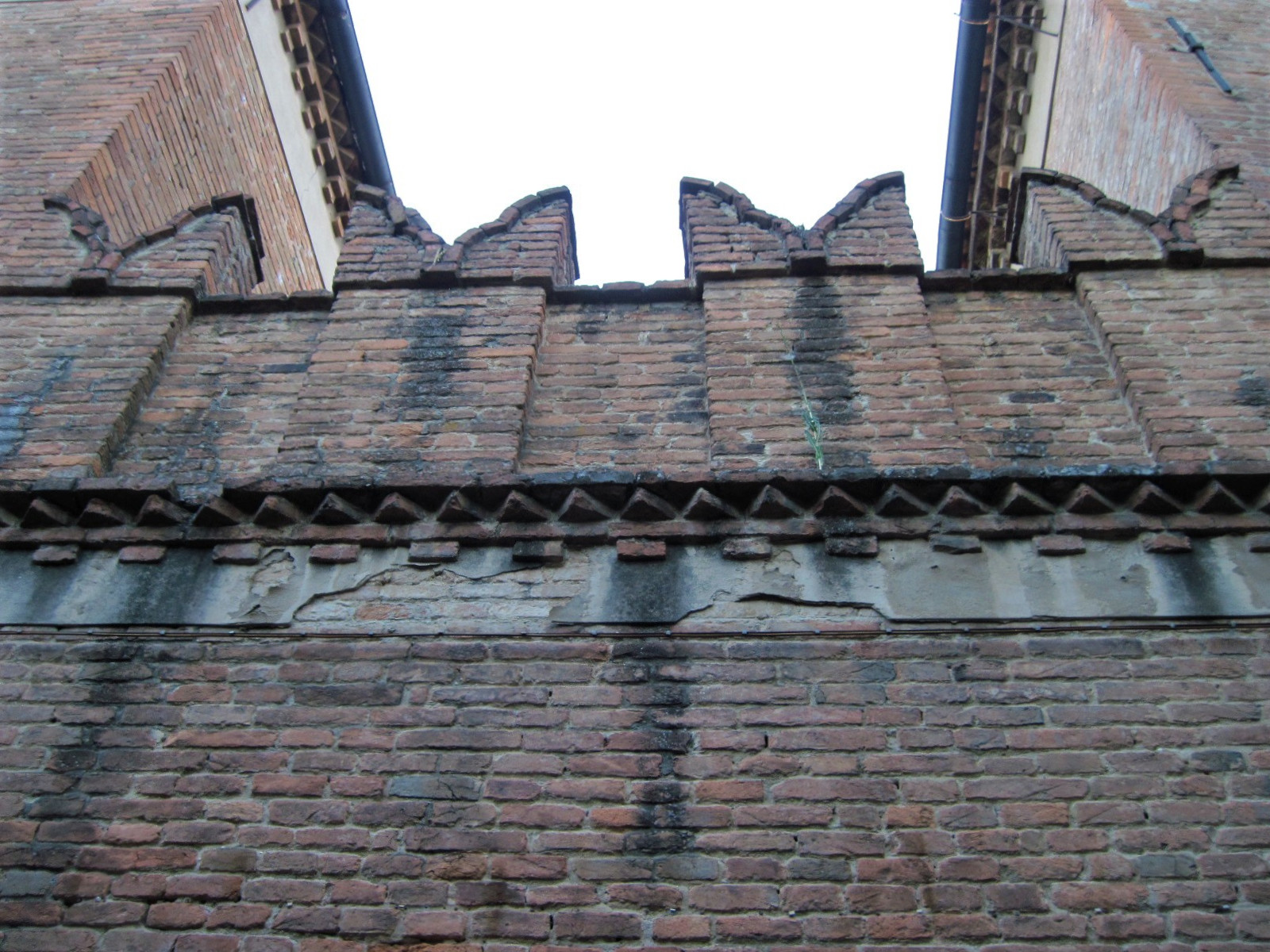
I merli ghibellini di casa Pisani o del Capitano.

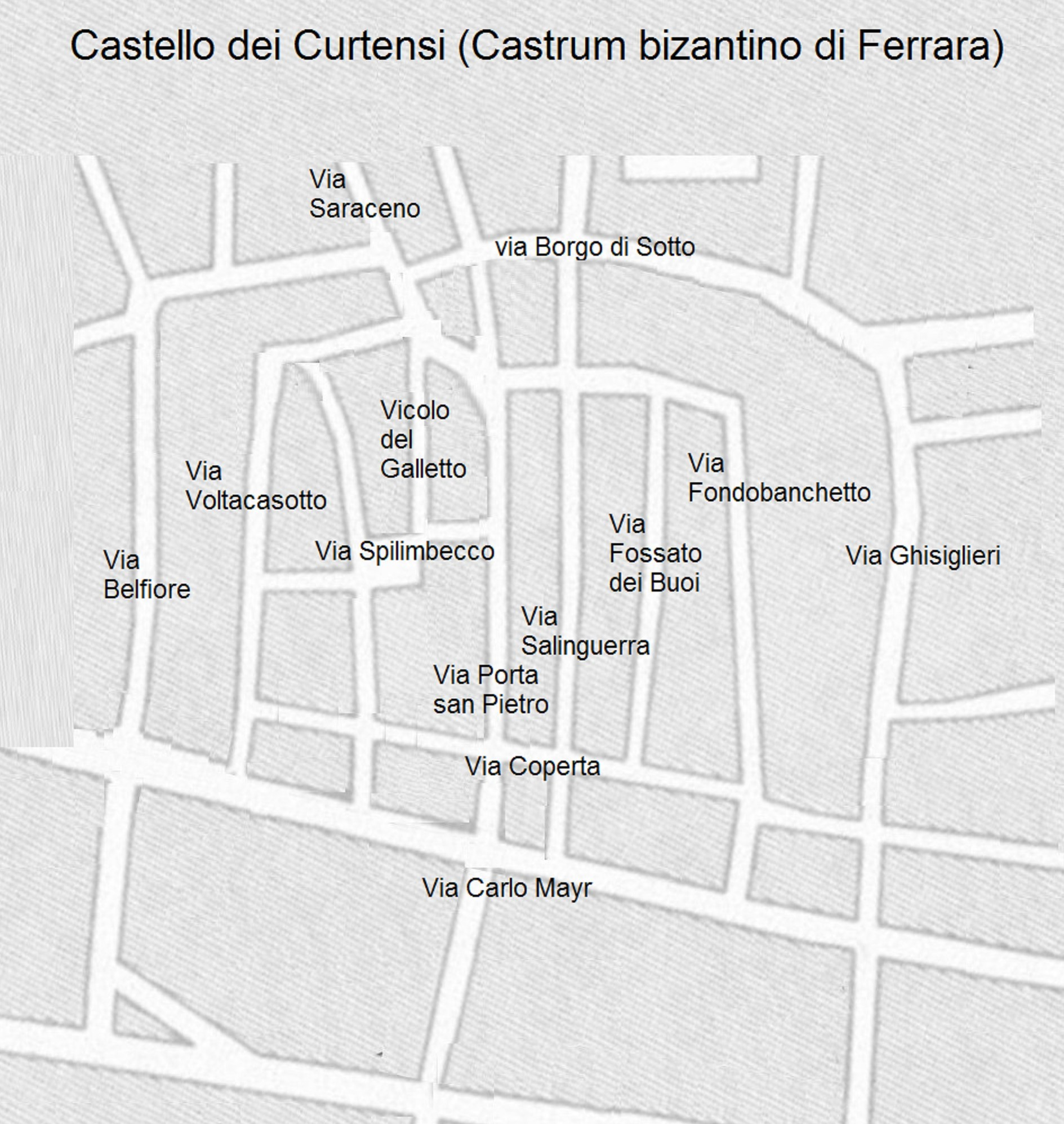
Area dove sorge casa Pisani, compresa nell'antico castello dei Curtensi.

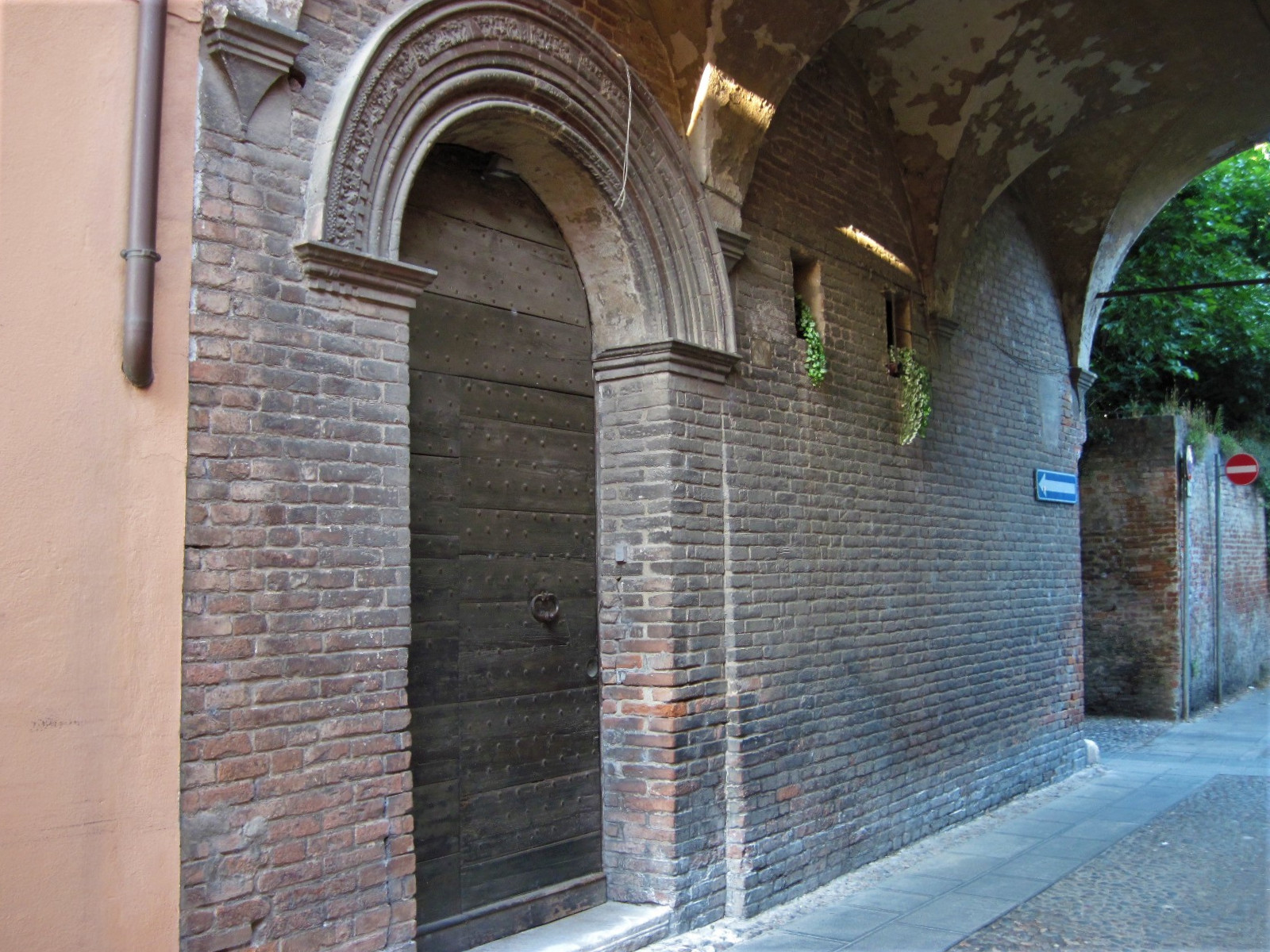
Il portale di accesso con arco in cotto sotto il grande volto, in via Coperta.

Accanto alla casa, sull'altro lato di via Voltacasotto, si trova una piccola area verde racchiusa da mura dove un tempo, alla fine del XII secolo si trovava il castello degli Adelardi. La potente famiglia Casotto, probabile prima proprietaria dell'edificio, si estinse in quel periodo dopo aver avuto rapporti con Matilde di Canossa e quindi con la sua famiglia che in tale momento storico controllava la città estense. Tra i suoi membri si ricorda Sichelmo Casotto, che fu fratello del vescovo di Ferrara Landolfo.
Nella casa sembra verosimile vi abbia dimorato per un breve periodo anche Obizzo I d'Este, tra i primi della casata ad essere citato col titolo di marchese.
Forse la casa appartenne in seguito ai marchesi Obizzi, che possederono anche un altro palazzo in via Porta San Pietro.
Secondo un documento notarile potrebbe essere stata l'ultima dimora a Ferrara del pittore Benvenuto Tisi da Garofalo che qui vi sarebbe morto nel 1559.
La casa venne abbandonata al degrado per vari anni all'inizio del XX secolo sino a far temere crolli del suo volto. In quel periodo si diffuse nella popolazione locale la convinzione legata a superstizione che fosse un luogo di incontro notturno per le streghe e l'edificio per un certo periodo fu noto come voltone delle streghe (vulton dil streg, in dialetto ferrarese). La Ferrariae Decus promosse negli anni quaranta un importante intervento di restauro e un nuovo restauro conservativo venne realizzato nel 1973. In questa seconda occasione vennero effettuate indagini archeologiche nel cortile interno per arrivare ad una collocazione storica più definita, ma l'interpretazione dei dati raccolti non trovò concordi gli esperti, aggiungendo così interrogativi e misteri sulla casa.

### Origini del nome
- Casa Pisani è il nome dell'edificio legato alla famiglia che ne ebbe il possesso nel XVII secolo.[4][2]
- Casa del Capitano è l'altro nome che le deriva dal fatto che attorno al XII secolo esattamente in questo edificio o nelle sue vicinanze vi stava il "capitaneus" di Ferrara, un esponente della potente famiglia dei Casotto, alleata degli Adelardi. I Casotto diedero il nome anche alla strada sulla quale sorge il palazzo.[2]

## Descrizione
La casa del Capitano è uno degli edifici di maggior interesse nell'area dell'antico castello dei Curtensi. La sua caratteristica principale è il grande volto su via Coperta e conserva, in parte della sua struttura, i caratteristici merli ghibellini a coda di rondine. Nelle zone di pertinenza della casa fortificata scavi archeologici hanno permesso di individuare resti di una strada di epoca romana. Parti di questi vennero probabilmente utilizzati, attorno al VI secolo, per costruire le prime mura cittadine a est.